# Combat de béliers

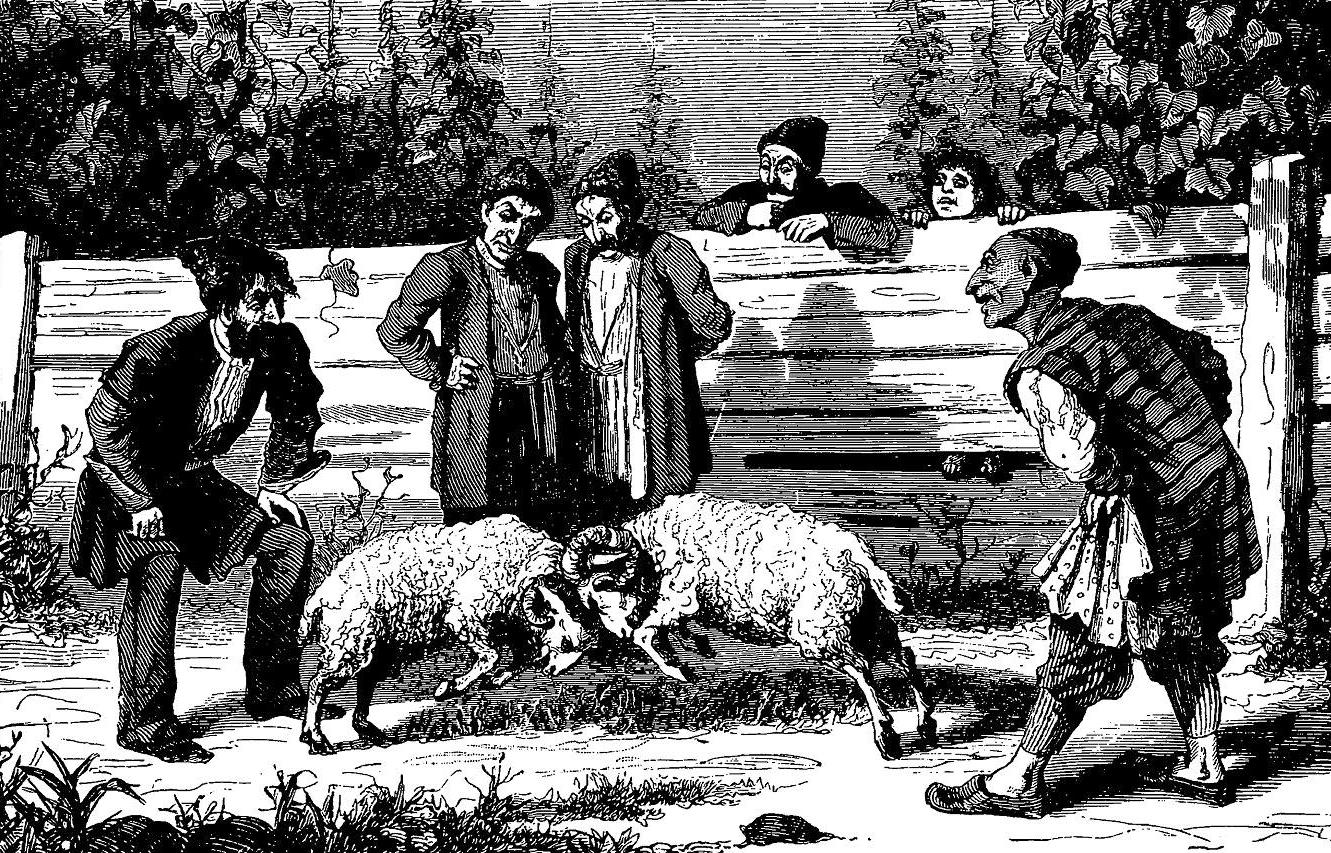
Illustration de 1884 d'un combat de béliers.

Le combat de béliers est un combat d'animaux entre deux béliers (moutons mâles à grandes cornes), tenus dans un ring ou en plein champ. On le trouve couramment dans la culture de nombreux pays pratiquant l'élevage du mouton, en Afrique, en Asie et en Europe. Au Nigeria, en Ouzbékistan et en Indonésie, les combats de béliers gagnent en popularité parmi les habitants. Bien que catégorisé comme un « sport sanglant » et un acte de cruauté envers les animaux, les combats de béliers ont rarement entraîné la mort du bélier vaincu, car le perdant est souvent autorisé à fuir l'arène.

## Histoire
Dans la nature, les combats de béliers se produisent naturellement. C'est un comportement naturel chez les bovidés pour établir la hiérarchie - une compétition pour le statut de mâle dominant parmi les béliers, en fonçant la tête l'un contre l'autre. Traditionnellement, l'agressivité des mâles n'est pas une qualité souhaitable dans l'élevage ovin, car les éleveurs préfèrent un mouton docile et éliminent les moutons agressifs par un élevage sélectif. Cependant, les agriculteurs et les bergers peuvent traditionnellement observer les combats de béliers comme passe-temps ou divertissement occasionnel, et voient ce comportement comme un signe de virilité et de bonne santé.
Dans certaines cultures, ils ont été développés en tant que « jeu » ou sport, ou sont même considérés comme un « passe-temps national » qui implique parfois des paris. Aujourd'hui, certains pays font des efforts pour contrôler les combats en imposant des règles qui garantissent l'équité et le bien-être des béliers de combat. En Ouzbékistan, des combats de béliers ont lieu dans le cadre de l'Asrlar Sadosi, festival traditionnel du peuple des Ouzbeks. Dans le Java occidental, en Indonésie, les combats de béliers sont considérés comme des divertissements et des rituels populaires. Ils sont associés à la ville de Garut, près de Bandung. Au Nigeria, les propriétaires des béliers participants ont fait de gros investissements pour entraîner spécialement leurs animaux depuis leur jeunesse uniquement pour ces compétitions, dans lesquelles il y a de gros prix à gagner, tels que des voitures.

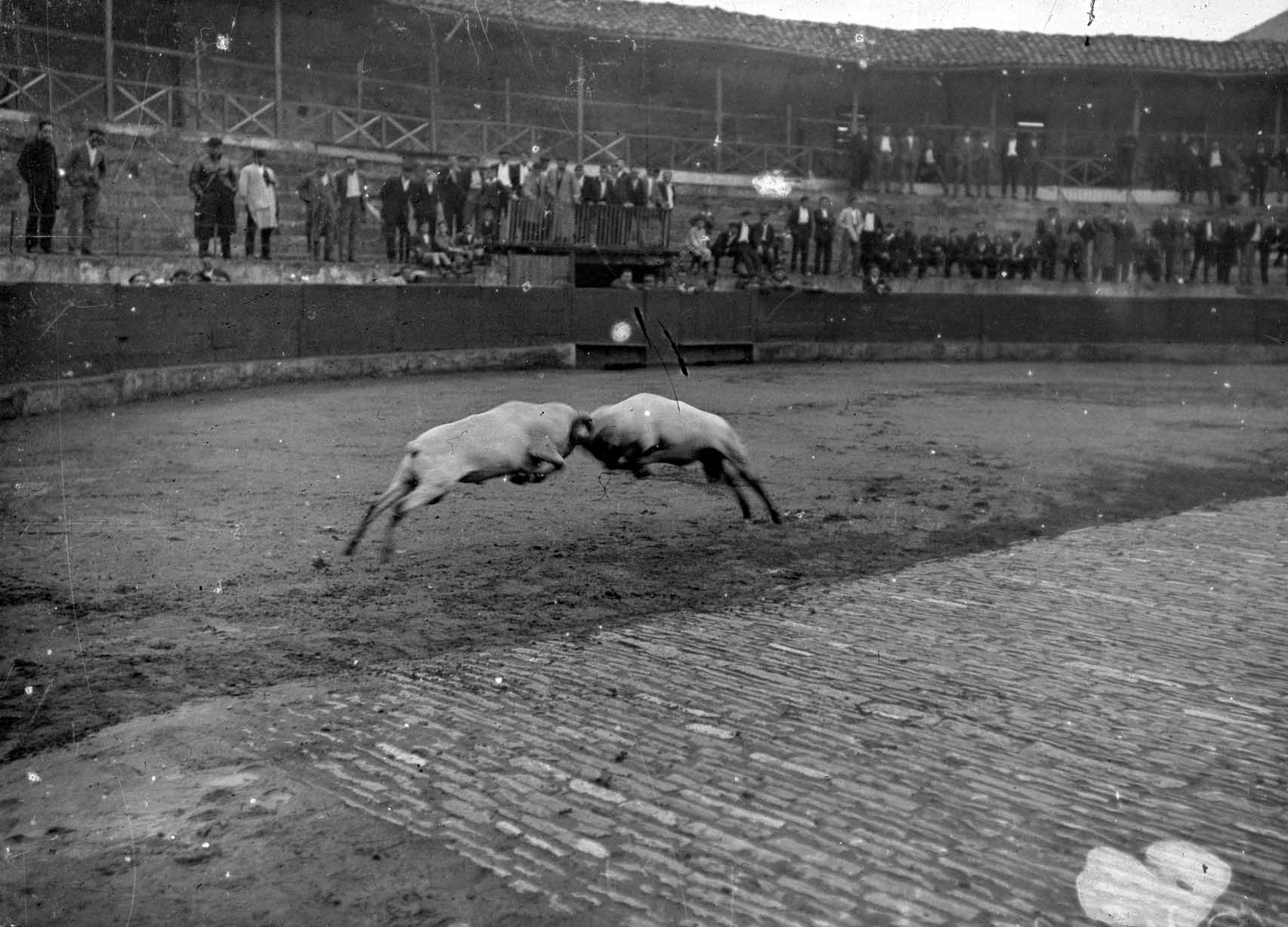
Béliers basques en 1937.
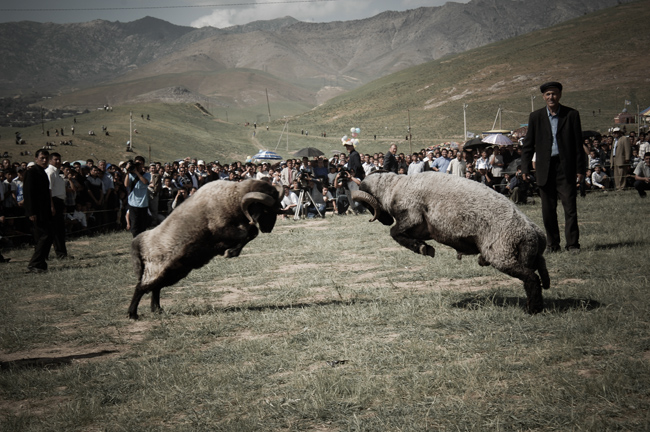
Combat lors du Festival Asrlar Sadosi en Ouzbékistan en 2008.
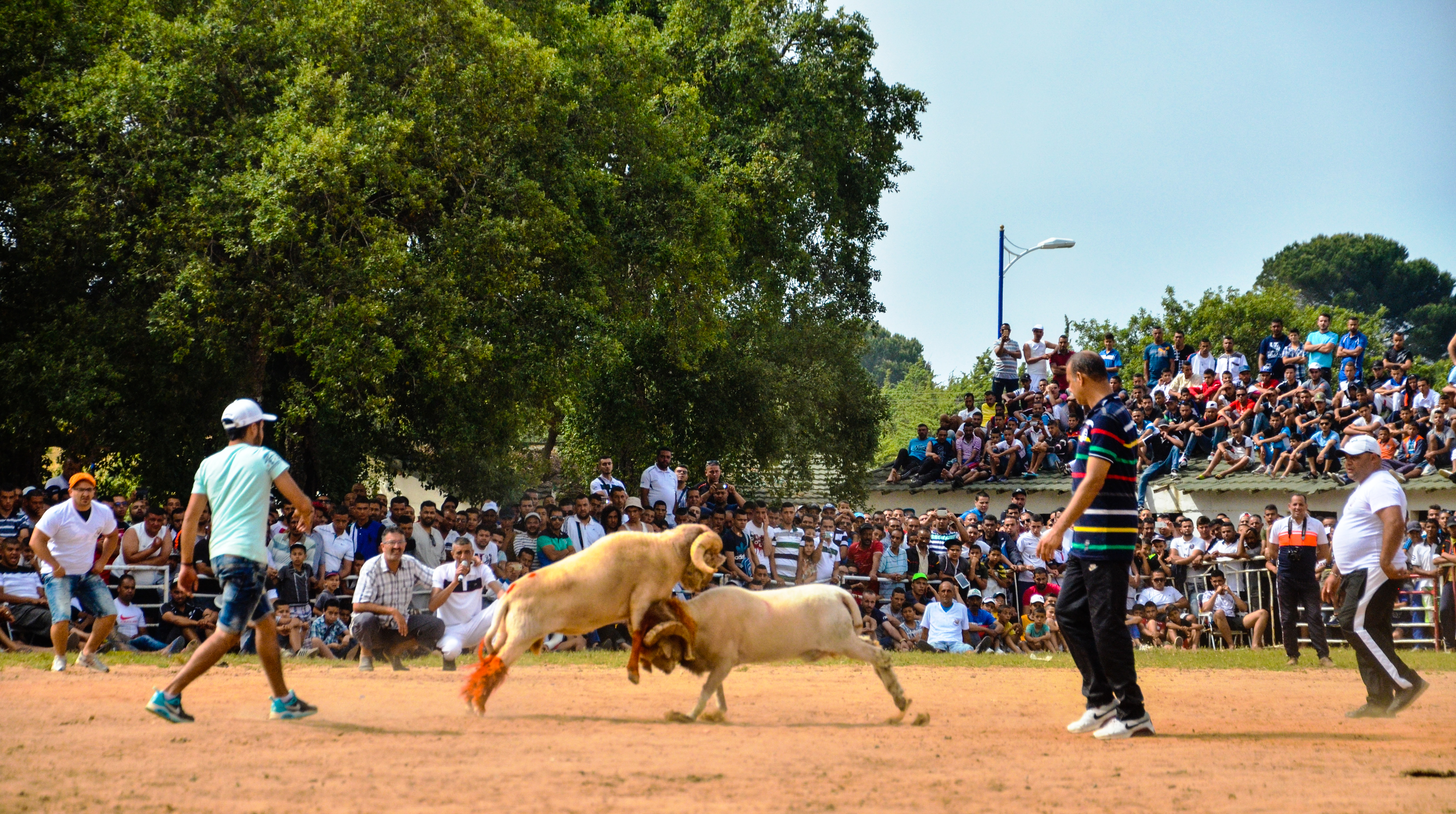
Combat en Algérie en 2013.